# Музеи Ишимбая
Музе́и Ишимба́я — научно-просветительские и исследовательские учреждения, расположенные в Ишимбае и комплектующие, хранящие и экспонирующие произведения искусства, предметы истории и быта, материалы, отражающие развитие техники, промышленности, а также жизнь и деятельность выдающихся деятелей Башкортостана.

Основные музеи:
- Ишимбайский историко-краеведческий музей — открыт в 1997 году. В экспозиции представлен богатый материал об основании города, его социально-экономическом развитии, быте, занятиях, религиозных верованиях и традициях горожан. Адрес: Ишимбай, проспект Ленина, 16

- Ишимбайский музей народного образования — открыт в 2000 году. В экспозиции представлен широкий материал об образовательных учреждениях города[1].

- Ишимбайский общественный этнографический музей «Юрматы» — открыт в 2010 году. Основу экспозиции составляет громадная юрта с её внутренним убранством, фрагмент избы.

- Ишимбайский музей ОМВД по г. Ишимбаю. Адрес: Ишимбай, улица Стахановская, 73.